# Putte (Belgien)
Putte ist eine belgische Gemeinde in der Region Flandern 18.914 Einwohnern (Stand 1. Januar 2024). Sie besteht aus dem Hauptort und dem Ortsteil Beerzel.
Mechelen liegt zehn Kilometer westlich, Antwerpen 24 Kilometer nordwestlich und Brüssel etwa 30 Kilometer südwestlich.
Die nächsten Autobahnabfahrten befinden sich im Westen bei Mechelen an der A1/E 19, im Norden bei Herentals an der A13/E 313 und im Süden bei Aarschot und Leuven an der A2.
In Heist-op-den-Berg, Lier und Mechelen befinden sich die nächsten Regionalbahnhöfe.
Der Flughafen Antwerpen ist der nächste Regionalflughafen und der Flughafen Brüssel National nahe der Hauptstadt ist ein Flughafen von internationaler Bedeutung.

## Persönlichkeiten
- Willy Vekemans (* 1945), Radrennfahrer